# Чжан И
Чжан И (кит. трад. 張儀, упр. 张仪, пиньинь Zhang Yi, палл. Чжан И, род. ранее 329 до н. э. — 309 год до н. э.) — главный советник (сян) царства Цинь, дипломат, выполнявший также миссии в других царствах, и исполнявший должность сяна в царстве Вэй. Принимал ключевые стратегические решения и привёл к укреплению царства Цинь и расстройству союза других царств против Цинь. Он способствовал созданию союзов по горизонтали между царствами вокруг Цинь. Его основным соперником был Су Цинь, который укреплял союзы по вертикали.

## Биография
Биографии Чжан И посвящён отдельный том 70 Исторических Записок Сыма Цяня. При этом исследования показывают хронологические неувязки и неточности в повествовании Сыма Цяня.

### Ранние годы
Родом из царства Вэй,
Он учился у знаменитого Гуй Гу-цзы вместе с Су Цинем, изучал политику и дипломатию, и был готов стать странствующим советником.

### Неудача в царстве Чу

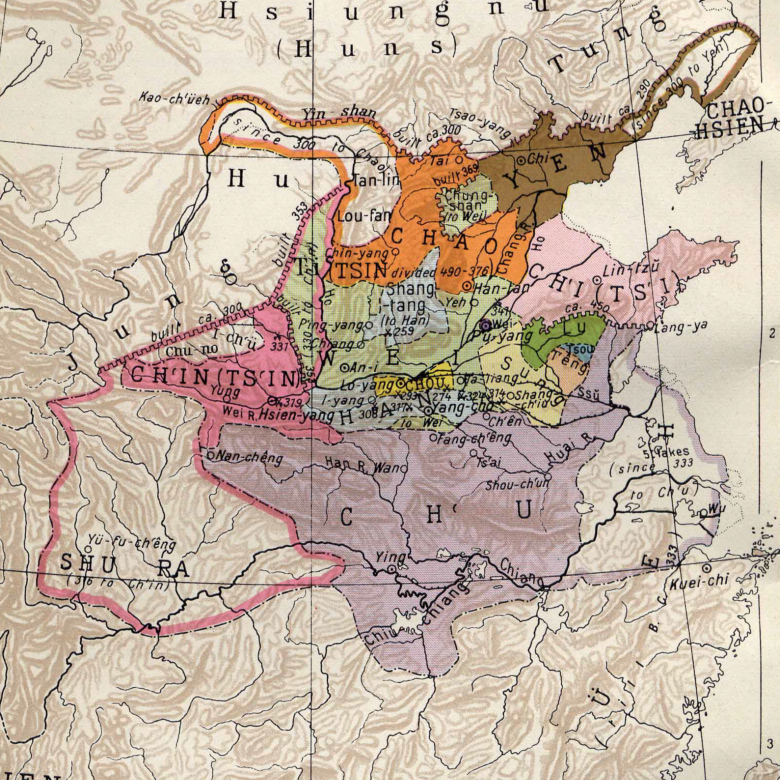
Цинь ок. 300 г. до н. э.

Сначала он отправился в царство Чу, где попал в неприятный инцидент. Сян (премьер-министр) царства Чу обвинил его в краже драгоценности (к которой он был непричастен), он был бит и выпровожен из чуского двора. Его друг Су Цинь, который к этому моменту уже был на высокой должности в царстве Чжао и собирал «союз по вертикали» царств Ци, Чу, Янь, Хань, Чжао и Вэй против мощного царства Цинь, принял его холодно, отказался найти ему должность и разъяснил, что теперь политическая карьера Чжан И безнадёжна. Расчёт Су Циня был в том, что у Чжан И не останется другого выбора как искать должность при дворе циньского вана, а он опасался что Цинь первым нападёт на Чжао и расстроит весь союз царств, который он создал.. Поэтому Су через некоторое время тайно помог Чжан И предстать (в 329 году до н. э.) перед двором Циньского Хуэй-вана, где получил должность министра (при этом ранее кандидатура самого Су была отвергнута).

### На службе в Цинь
Получив должность, он написал чускому сяну письмо, что он не крал яшму и был несправедливо наказан, а теперь он намерен украсть у Чу города.
Чжан И был приглашён на обсуждение сложного конфликта, который требовал нового подхода. Он пытался уговорить вана напасть на сильное царство Хань, которое угрожало Цинь вторжением, чтобы укрепиться среди борющихся царств и вынудить дом Чжоу отдать Цинь девять треножников — регалии центральной власти. Но совет Чжан И был отвергнут, ван решил пойти походом на богатое продовольствием и ресурсами, но слабое царство Шу. Войска Цинь пошли в поход против Шу, и одержали большую победу (316 до н. э.), подчинив Шу как вассала, понизив статус шуского вана (царь) до хоу (графа).
Далее Чжан И включился в борьбу с царством Вэй, откуда он сам происходил. Сначала на Вэй были двинуты войска и осаждён а потом занят город Пуян. Чжан И настоял на возврате города вэйскому вану, но путём сложной дипломатии и хитрого манипулирования он вынудил Вэй отдать Цинь другую стратегически важную область Шанцзюнь, в которой были построены укрепления. За эту дипломатическую победу получил должность сяна (премьер-министра), которую он занимал вплоть до 322 года.

### Возврат вВэй
Во время дипломатической поездки на встречу с советниками царств Ци и Чу Чжан И был снят с должности сяна. В 322 году до н. э. он отправился в царство Вэй, где получил это звание снова. Занимая соответствующий пост, Чжан И действовал в интересах Цинь: пытался оказывать давление на вэйских правителей (Сян-вана, а после 318 до н. э. Ай-вана), побуждая их служить циньцам. Когда Ай-ван высказал недовольство, Чжан И порекомендовал циньскому вану напасть на Вэй. В 316 году до н. э. циньская армия совершила победный поход против царств Шу и Ба. Чжан И использовал победы Цинь для устрашения Вэйского Ай-вана, стал снова настойчиво доказывать Ай-вану, что «союз по вертикали», построенный Су Цинем (318 до н. э.), не сможет противостоять натиску Цинь, и царство Вэй должно искать союза с Цинь. Ай-ван заключил с Цинь союзный договор.
Чжан И, выполнив миссию, вернулся обратно в Цинь и снова стал там сяном.

### Снова на службе Цинь

#### Миссия вЧу
Следующей миссией Чжан И было внесение раздора между царствами Чу и Ци, скрепленные договорами союза по вертикали Су Циня.
Согласно Сыма Цяню, Чжан И пообещал царству Чу значительную территорию (600 ли) за разрыв отношений с Ци. Советник Чэнь Чжэнь возражал против плана Чжан И, настаивая на союзе с Ци и предсказывая обман (что и случилось), но чуский Хуай-ван захотел получить обещанные земли и заставил его молчать.
Хуай-ван стал вести себя заносчиво и оскорблять циского вана. Это привело обиде и к разрыву отношений с Ци; циский ван заключил союз с Цинь. Только после этого Чжан И заявил чускому послу о передаче 6 ли земли (вместо 600 ли), отчего Хуай-ван объявил ему войну (вопреки советам Чэнь Чжэня, который считал что в данной ситуации лучше уже нападать на Ци), но теперь уже объединённые войска Ци и Цинь нанесли ему тяжёлое поражение, обезглавив 80 тысяч воинов. После поражения Чуский ван собрал снова большую армию и напал на Цинь, но снова потерпел поражение.(312 год до н. э.)
Чуский ван, разгневанный коварством Чжан И, потребовал его выдачи, но тот сам неожиданно явился в Чу как циньский посол. В результате сложных переговоров Чжан И опять же убедил Хуай-вана в недееспособности союза по вертикали и необходимости искать союза с Цинь, и безнадёжности новой войны против Цинь. Сыма Цянь приводит обстоятельную речь Чжан И перед чуским ваном с аргументацией необходимости союза с Цинь.
После дипломатической победы в Чу, он последовательно объехал царства Хань, Ци, Чжао и Янь, где искусно играл на противоречиях между царствами, раздувая угрозы вероломного нападения соседей, и угрозами, посулами, интригами уговаривал порвать союзные отношения по вертикали и заключить союз с Цинь. Одержав крупные дипломатические победы, он вернулся в Цинь в 310 году до н. э.

#### Миссия вХань
В царстве Хань Чжан И убедил вана в силе циньцев и опасности распада царства и огромных потерь в случае войны с Цинь, и необходимости действий против Чу и соза с Цинь. За успешную миссию в Хань циньский ван пожаловал Чжан И звание Усинь-цзюна и пять деревень.

#### Миссия вЦи
После Хань последовал визит на восток, в Ци, где Чжан И беседовал с Минь-ваном. Он сначала стал превозносить Ци, но потом доказывать опасность конфликта с Цинь и бесперспективность союза с Чжао, оперируя также союзническими договорами Цинь с Вэй, Хань и Чу. Минь-ван перепугался и принял предложения Чжан И.

#### Миссия вЧжао
В царстве Чжао Чжан И обрисовал мощь Цинь, которая якобы переместила к себе девять чжоуских треножников, и стал запугивать переходом циньским войском реки Хуанхэ. Деятельность Су Циня по созданию союза по вертикали против Цинь была охарактеризована им хкак обман. Напуганный чжаоский ван был вынужден согласиться с доводами Чжан И и заявить о лояльности по отношению к Цинь

#### Миссия вЯнь
В царстве Янь Чжан И рассказал о вероломности и жестокости чжаоских правителей и мощи Цинь, убедив яньского вана занять лояльную позицию по отношению к Цинь.

#### Смена власти в Цинь и отстранение Чжан И
На обратном пути в Цинь Чжан И узнал, что циньский Хуэй-ван скончался. Трон занял У-ван, который отстранил Чжан И от должности сяна. По мнению Сыма Цяня, это привело к восстановлению союза по вертикали между царствами. Тогда Чжан И предложил У-вану сложный план, в результате которого тот сможет через царство Хань овладеть центральным царством Чжоу и завладеть девятью треножниками. Для этого нужно было побудить царство Ци напасть на царство Вэй. Учитывая, что правитель Ци был крайне возмущён его деятельностью, Чжан И попросил у У-вана должность посла в Вэй. Циский ван был уже готов начать поход против Вэй, но посол царства Чу при циском дворе раскрыл ему суть интриги, заключавшейся в отвлечении циских войск и предоставлении возможности циньцам совершить поход через Хань в царство Чжоу.

### Последний год в царствеВэй
Приехав в Вэй, Чжан И снова получил должность сяна, однако вскоре умер в 309 году до н. э.

## Отражение в культуре
Чжан И является одним из центральных персонажей исторического телесериала «Великая Циньская Империя» (второй выпуск 2011 года).